# Kościół Wszystkich Świętych w Skórczu
Kościół Wszystkich Świętych w Skórczu – rzymskokatolicki kościół parafialny znajdujący się w mieście Skórcz, w województwie pomorskim. Należy do dekanatu Skórcz diecezji pelplińskiej.

## Historia

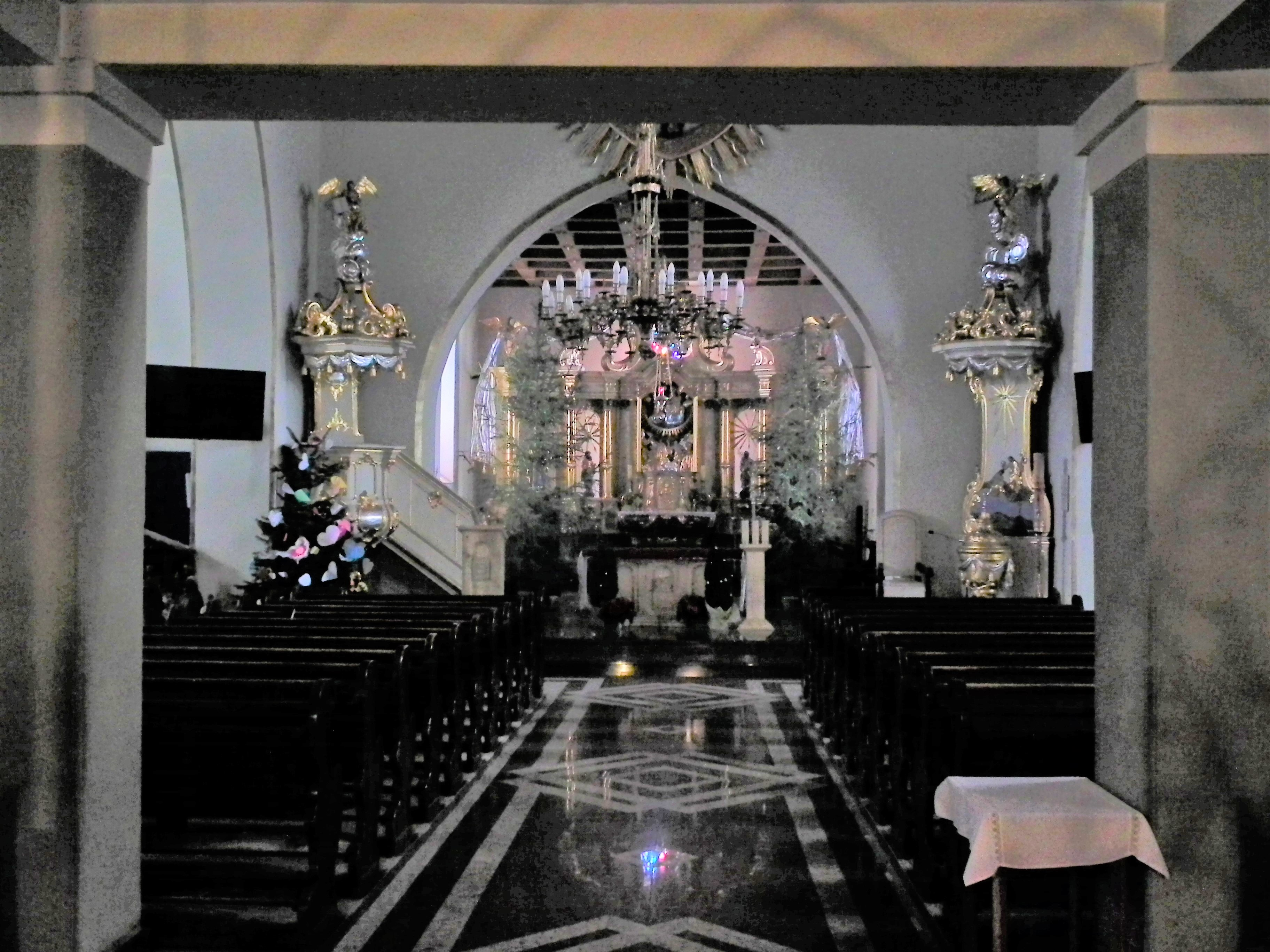
Wnętrze z ołtarzem

Świątynia ufundowana przez zakon krzyżacki w XIV stuleciu. Jej budowa rozpoczęła się zapewne w latach 1309-1327. W latach 1581–1596 kościół należał do luteran, ale dzięki wstawiennictwu biskupa Hieronima Rozdrażewskiego, został oddany katolikom. W XVII stuleciu budowlę rozbudowano i odrestaurowano: dobudowano przedsionek (portyk) od strony południowej oraz odnowiono dach i wieżę. 
W 1883 roku na nowo wybudowano górną część wieży z kopułą i wyremontowano strop. W latach 1927–1938 świątynia została gruntownie przebudowana: odnowiono transept razem z kruchtami i zakrystią, zakończono budowę chóru i sklepienia nad prezbiterium a także wymalowano wnętrze. 
W marcu 1945 roku wieża kościelna została uszkodzona, odbudowano ją w latach 1957-1959. W 1974 roku świątynię ponownie wymalowano i zamontowano nowe organy. W 1988 roku przebudowano częściowo prezbiterium, a w 1996 roku wyremontowano dach. W 1999 roku wnętrze budowli przeszło gruntowną renowację: wymalowano ściany,  odnowiono ołtarze i  zabytkowe żyrandole, gruntowny remont przeszła  zakrystia, urządzono ponownie Kaplicę Matki Bożej w północnej nawie świątyni. W latach 2000–2003 kościół otrzymał iluminację, wybudowano droga procesyjna razem ze schodami z kostki granitowej, zamontowano nowy ołtarz razem z amboną z dolomitu na podstawie z granitu. Mury starej części świątyni zostały poddane konserwacji. Z ofiar parafian zamontowano nowe witraże. Jeden z nich ufundował ksiądz kardynał Johannes Joachim Degenhardt z niemieckiej archidiecezji paderborńskiej.

## Nagrobki
Na terenie przykościelnym pochowano m.in. miejscowych kapłanów:
- ks. Konstantego Podlaszewskiego (1852-1916),
- ks. kanonika Leona Meggera (1910-1975)[4].